# 스즈미야 하루히의 병렬
《스즈미야 하루히의 병렬》(涼宮ハルヒの並列 스즈미야 하루히노 헤이레쓰[*])은 《스즈미야 하루히 시리즈》를 소재로 한 어드벤처 게임이다. 세가를 통해 2009년 3월 26일 발매되었다.

## 개요
스즈미야 하루히 시리즈 통산 5번째 게임 작품. 스즈미야 하루히의 격동에 이은 Wii용 소프트웨어다. DS용 소프트 《스즈미야 하루히의 직렬》도 동시 발매되었다.
호화 여객선을 무대로 한 어드벤처 게임으로, 캐릭터나 배경은 모두 3D다. 쿈의 혼잣말을 포함한 풀 보이스 작품이다.

## 등장인물
스즈미야 하루히(涼宮ハルヒ)
성우 : 히라노 아야
나가토 유키(長門有希)
성우 : 치하라 미노리
아사히나 미쿠루(朝比奈みくる)
성우 : 고토 유코
쿈(キョン)
성우 : 스기타 토모카즈
코이즈미 이츠키(古泉一樹)
성우 : 오노 다이스케
츠루야씨 (鶴屋さん)
성우 : 마츠오카 유키
타니구치 (谷口)
성우 : 시라이시 미노루
쿠니키다 (国木田)
성우 : 마츠모토 메구미
쿈의 여동생 (キョンの妹)
성우 : 아오키 사야카
미스마루 미코토 (三栖丸ミコト) - 본편 오리지널 캐릭터
성우 : 고시미즈 아미
이쥬인 타이치로우(伊集院泰一郎) - 본편 오리지널 캐릭터
성우 : 고시미즈 아미

## 음악
모두 본작 오리지널 신곡.
그대로 JET JUMPER (ソノママ JET JUMPER)
노래 : 히라노 아야, 치하라 미노리, 고토 유코
아임 프리덤 (アイム・フリーダム)
노래 : 히라노 아야, 치하라 미노리, 고토 유코

## 한정판
한정판 '초 SOS단 히로인 컬렉션'에는 아래와 같은 특전이 포함된다.
- 이토 노이지 신작 특제 패키지
- 스즈미야 하루히 파이렛츠 피규어
- 아사히나 미쿠루 에이프런 드레스 피규어
- 나가토 유키 우주 닌자 피규어

## 미니보컬앨범
본 게임과 스즈미야 하루히의 직렬을 위해 새로 제작된 오리지널 4곡이 수록된 미니보컬앨범이 란티스에 의해 2009년 3월 25일 발매되었다.
노래 : 히라노 아야, 치하라 미노리, 고토 유코